# Galliot

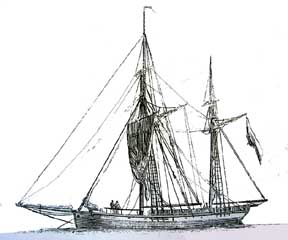
Galliot från Willaumezs Dictionnaire de la Marine.

Galliot eller galjot var ursprungligen särskilt i äldre tid i medelhavsländerna ett fartyg som var mindre och lättare slag av galärer. Den hade från sexton par åror, var och en förd  av en eller två man, ända till tjugotre par, med  tre roddare till varje åra, samt förde ett  eller två segel. Gallioter omnämns redan på  1100-talet, men tycks såsom roddfartyg ha upphört omkring slutet av 1600-talet.
Senare förekom under detta namn ett holländskt  flatbottnat fartyg, tacklat som galeas med stor- och mesanmast. Den  främre masten förde rår och stod tämligen långt  från förstäven. Eftersom denna tackling lämnade  ett jämförelsevis fritt förskepp, ansågs  galioter lämpliga som bombfartyg. På tyska och holländska  Nordsjökusten förekom gallioter ganska talrikt under  mitten av 1700-talet. Dessa var byggda på  köl och  liknade galeaser.